# کالوین لولز
کالوین لولز (به انگلیسی: Calvin Levels) (زاده ۳۰ سپتامبر ۱۹۵۴) بازیگر آمریکایی است.
از فیلم‌های معروف او می‌توان به بازی در جانی سوئید و ماجراهای نگهداری از کودکان اشاره کرد.